# Bertouch (Adelsgeschlecht)

Wappen derer von Bertouch

Bertouch, früher Bertuch, ist der Name eines ursprünglich aus Thüringen stammenden Geschlechts. In Dänemark wurde es auf Grund angenommener Abstammung von einem Brabanter Adelsgeschlecht Berthout in den dänischen Adel aufgenommen. Im 19. Jahrhundert trat ein Spross in königlich preußische Dienste. Zweige bestehen bis heute, einer davon in Australien.

## Geschichte

### Herkunft
Die ununterbrochene Stammreihe der Familie beginnt mit Christoph Bertuch, der um 1640 heiratete. Er war Bürger und Weißbäcker in Gotha.

### Übersiedlung
Sein Nachkomme Georg Bertuch wurde 1668 im thüringischen Helmershausen geboren. Nach einem Musikstudium in jungen Jahren wurde er Komponist. Später schlug er die militärische Laufbahn ein und stieg zum dänisch-norwegischen General auf. Er starb als Kommandant der Festung Akershus 1743 in Oslo.

### Adelsnaturalisation
Auf Grund der angenommenen Abstammung von einem Brabanter Adelsgeschlecht Berthout erhielten die Brüder Ernst Albrecht, königlich dänischer Kammerherr und Gesandter in Polen, Frederik Ferdinand, königlich dänischer Kapitän, und Frederik Julian Christian de Bertouch am 11. Juni 1777 die dänische Adelsnaturalisation.

### Baronat
Durch Allerhöchste Entschließung erhielt Poul Godske von Bertouch, auf Baronie Sønderkarle, am 13. März 1819 das dänische Baronat mit dem Namen Bertouch-Lehn. Das entsprechende Diplom mit einer Wappenvereinigung mit dem des dänischen Adelsgeschlechts Lehn erhielt er am 1. Februar 1828.
Ernst Rudolf von Bertouch, königlich dänischer Attaché, wurde der Freiherrentitel am 23. Januar 1839 vom dänischen Heroldsamt anerkannt.

Wappen der Barone Bertouch-Lehn

### Erneute Übersiedlung
Ernst von Bertouch (1821–1904), königlich preußischer Kammerherr und Regierungsrat, wurde seine Adelsführung in Preußen nicht beanstandet. Er war zunächst Spitzenbeamter im Dienste des dänischen Königs. Um 1850 war er in Nordstrand tätig, später fungierte er als preußischer Beamter in Wiesbaden. Daneben war er mit Werken über das Adels- und Ordenswesen als Schriftsteller tätig.

## Wappen
Das Wappen von 1777 ist geviert und zeigt in Feld 1 und 4 in Gold auf grünem Berg einen schwarzen Bären, in Feld 2 und 3 in Blau drei (2:1) silberne Rosen; auf dem Helm mit rechts schwarz-goldenen, links blau-silbernen Decken ein wachsender schwarzer Bär.

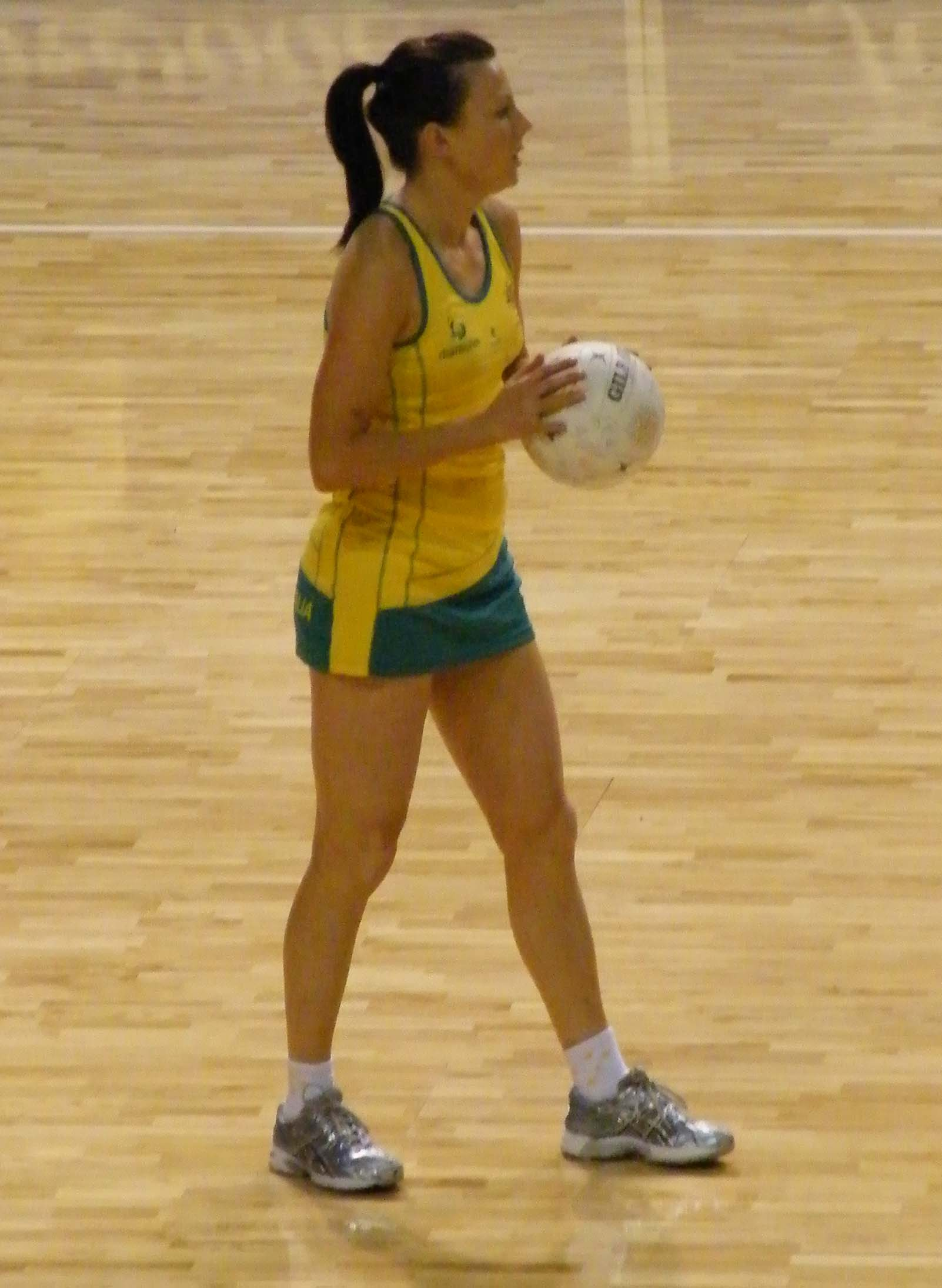
Natalie von Bertouch, australische National-Netballspielerin

### Freiherrliches Wappen
Das freiherrliche Wappen, verliehen 1819, ist ebenso geviert und zusätzlich belegt mit einem Herzschild mit rotem Schildhaupt, darin eine goldene Krone; unten in Silber ein mit einem schwebenden silbernen Hochkreuz belegter blauer Pfahl (Stammwappen Lehn); zwei Helme, der rechte Helm mit schwarz-goldenen Decken und dem wachsenden Bären, der linke mit blau-silbernen Decken und zwei silbernen Büffelhörnern (Lehn). Schildhalter: Zwei wilde Männer mit Holzkeulen.

## Bekannte Familienmitglieder
- Georg von Bertouch (1668–1743), Komponist und dänisch-norwegischer General
- Ernst von Bertouch (1821–1904), Historiker und Genealoge
- Anne von Bertouch (1915–2003), Direktorin der von Bertouch Galleries in Newcastle, New South Wales, Australien
- Laura von Bertouch (* 1980), australische National-Netballspielerin, Schwester Natalies
- Natalie von Bertouch (* 1982), australische National-Netballspielerin, Schwester Lauras